# Ateleute ocellaris
Ateleute ocellaris là một loài tò vò trong họ Ichneumonidae.